# Windows XP
 (транскр.  Виндоус Икс-Пе или Виндоус Екс-Пи) је оперативни систем којег је развио Мајкрософт.
Прва верзија је објављена 25. октобра 2001. године.
Ознака XP у називу односи се на енглеску реч eXPerience која значи искуство.

## Верзије
Две основне верзије оперативног система Windows XP су:
Остале верзије су:
-{
- Windows XP 64-bit Edition
- Windows XP Professional x64 Edition
- Windows XP Media Center Edition
- Windows XP Tablet PC Edition
- Windows XP Embedded}-

## Побољшања
је са собом донео значајна побољшања у односу на свог претходника Windows 2000.
Нека од тих побољшања су:
- Много боља подршка за додатне уређаје. То је реализовано у виду веће количине њихових драјвера који су уграђени у сам Windows XP.
- Нови графички интерфејс. Прозори долазе са иницијално заобљеним ивицама мада има подршку и за другачије теме, могуће је груписање прозора у оквиру таскбара, сакривају се неактивне иконице у системском подручју крај сата, а и генерално цео интерфејс је више оријентисан ка решавању проблема.
- Брзо смењивање корисника (енгл. Fast User Switching). Могуће је на истом рачунару да се и други корисник улогује, без тога да први мора да се излогује.
- и . Корисник може затражити помоћ од корисника који је за неким другим рачунаром или даљински приступити свом рачунару.
- Нарезивање компакт-дискова (енгл. CD burning). Сам оперативни систем има подршку за нарезивање компакт-дискова, али и за пиши-бриши дискове (CD RW).
- технологија омогућава јаснији приказ слова на екранима монитора. То је поготову изражено на мониторима лаптопа или на ТФТ мониторима.

## Системски захтеви
|                            | RAM   | CPU    | Дисплеј    |
| -------------------------- | ----- | ------ | ---------- |
| Препоручени                | 256MB | 300MHZ | 800x600x32 |
| Минимални(од Мајкрософт-а) | 64MB  | 233MHZ | 800x600x24 |
| Апсолутно минимални        | 20MB  | 100MHZ | 640x480x4  |